# Кажлодське сільське поселення
Кажло́дське сільське поселення (рос. Кажлодское сельское поселение) — муніципальне утворення у складі Торбеєвського району Мордовії, Росія. Адміністративний центр — село Кажлодка.

## Населення
Населення — 567 осіб (2019, 716 у 2010, 840 у 2002).

## Склад
До складу поселення входять такі населені пункти:
| Населений пункт | Населення, осіб (2002) | Населення, осіб (2010) |
| --------------- | ---------------------- | ---------------------- |
| Кажлодка, село  | 670                    | 578                    |
| Слаїм, село     | 170                    | 138                    |